# Auguste Chapuis
Auguste Chapuis, ([oɡyst ʃapɥi]; (Dampierre-sur-Salon, 25 aprile 1858 – Parigi, 6 dicembre 1933), è stato un compositore, organista e docente francese del XIX e XX secolo. Fu allievo di César Franck. La via Auguste-Chapuis nel XX arrondissement di Parigi fu intitolata a lui alla sua morte, avvenuta nel 1933.

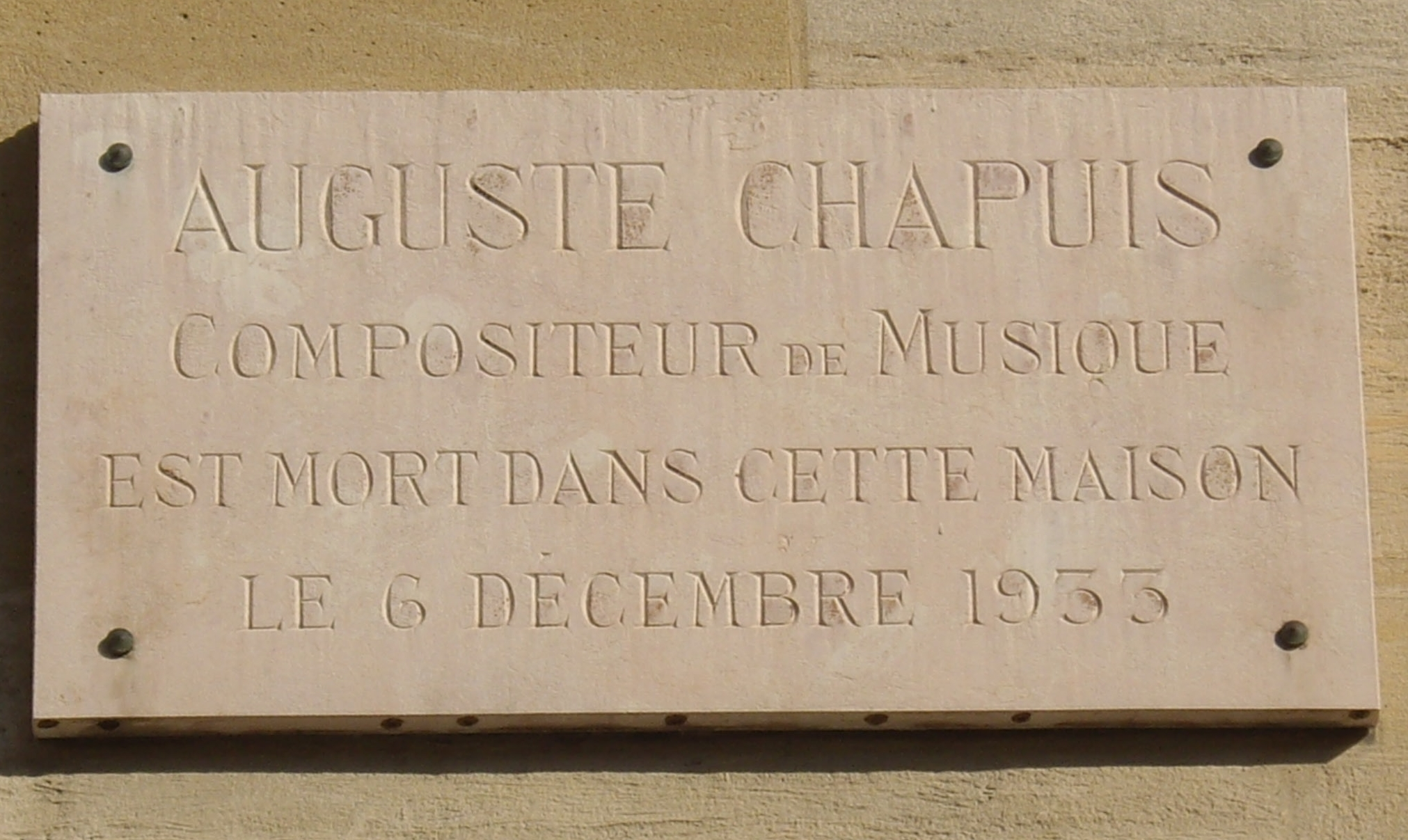
Targa Auguste Chapuis, 38 rue de Prony, Parigi 17

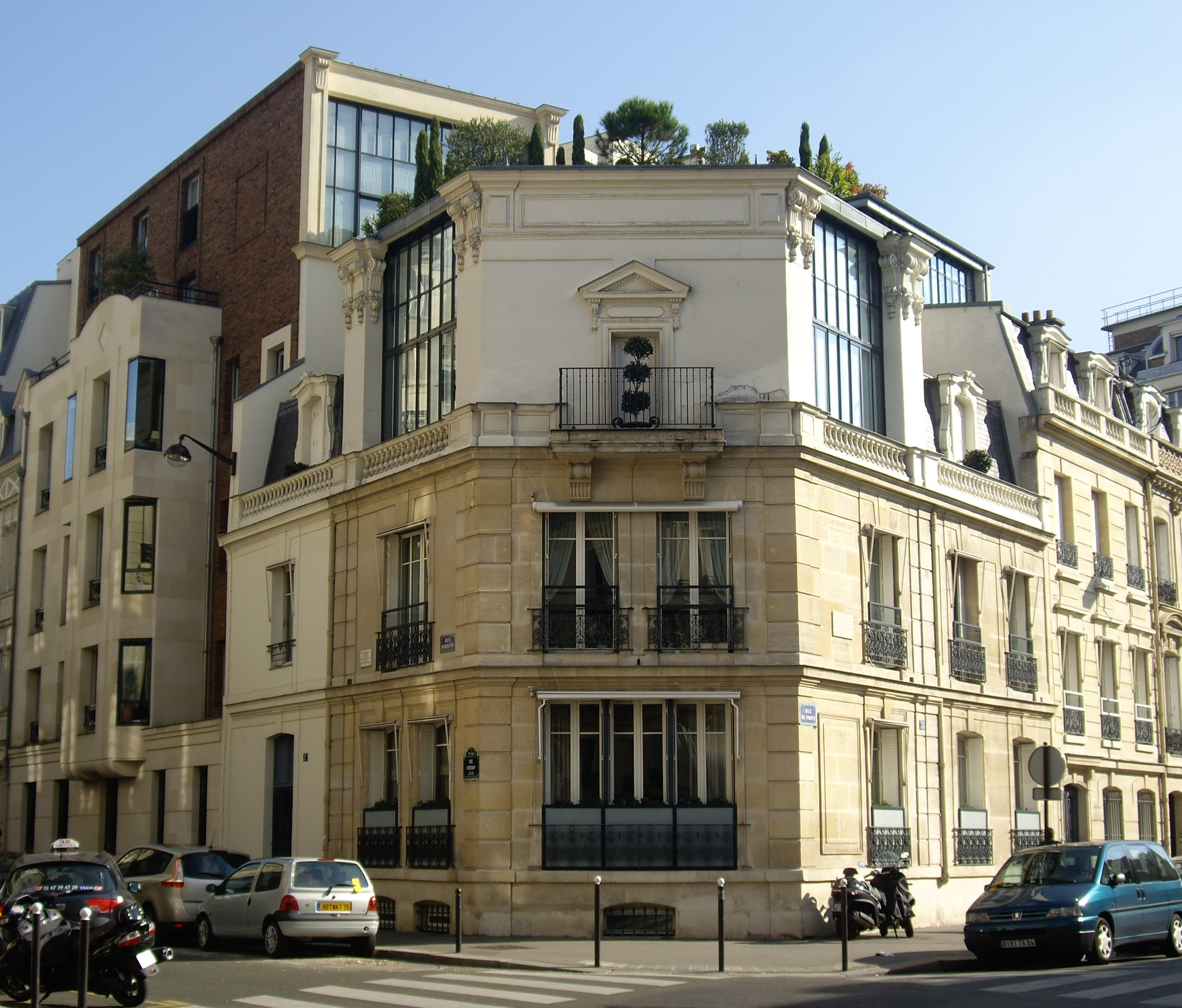
Angolo tra rue Fortuny e rue de Prony, Parigi 17° arrondissement. Sulla sinistra, al numero 2 di rue Fortuny, dove visse Edmond Rostand. Sulla destra, al numero 38 di rue de Prony, dove abitò Auguste Chapuis.

Nel 1886 gli fu assegnato il Prix Rossini per Les Jardins d'Armide su libretto del drammaturgo Émile Moreau.
Nel 1894 succedette ad Adolphe Danhauser alla direzione dell'Orphéon [fr] Municipale di Parigi.

## Opere scelte
- Ronde, partitura per 2 voci femminili o canzone per bambini. Durand & Cie
- Tambourin, partitura per 2 voci femminili o canzone per bambini. Durand & Cie
- Le Chêne abattu, coro a tre voci uguali. Partitura per canto gregoriano. Durand & Cie
- Les Demoiselles de St. Cyr, commedia musicale in quattro atti basata sull'opera teatrale di Alexandre Dumas. Partitura per canto e pianoforte..[3]
- Poèmes d'amour, testo di R. Darzens 1895
- Enguerrande, dramma lirico in 4 atti e 5 quadri, libretto di Victor Wilder tratto dal poema di Émile Bergerat, rappresentato per la prima volta all'Opéra-Comique il 9 maggio 1892. Choudens 1892 [4]
- Fantaisie concertante per contrabbasso e pianoforte. Durand 1907
- Tre pezzi per pianoforte: L'Aurora sul lago; Nella montagna; Rondò infantile. Durand 1931